# كوبا في الألعاب الأولمبية الصيفية 2016
نافست كوبا في دورة الألعاب الأولمبية الصيفية 2016 في ريو دي جانيرو، البرازيل، من 05-21 أغسطس 2016.
وكان هذا الظهور العشرين في دورة الألعاب الاولمبية.الرياضيين الكوبيين لم يحضروا في اثنين من الألعاب الأولمبية (1984 و 1988)، حيث انضموا إلى مقاطعة الاتحاد السوفيتي وكوريا الشمالية.